# Псалом 39
Три́дцать девя́тый псало́м — 39-й псалом из книги Псалтирь (40-й в масоретской нумерации). Известен по латинскому инципиту Exspectans exspectavi Dominum, «Терпя потерпѣхъ Господа».
Последняя часть этого псалма, начиная с 14-го стиха, практически аналогична содержанию 69-го псалма.
Христиане рассматривают это произведение как «мессианский» псалом. В Новом Завете в Евр. 10:5—7 процитированы стихи 7—9 из этого псалма как содержащие пророчество об Иисусе Христе. Павел Юнгеров и епископ Никанор (Каменский) отметили также тесную взаимосвязь этого произведения с псалмами 68 и 21. По мнению Юнгерова, общей является как фигура Страдающего Мессии (Иисуса Христа), так и Его хвалебная песнь Богу, которая в глазах Господа окажется ценна и будет воспета в народах.

## Контекст
Автором следует считать Давида, согласно надписанию, а также сходству с его другими псалмами. Псалом явно делится на две части (стихи 1—11 и 12—18). Он содержит благодарственный гимн псалмопевца за помощь от Господа, а следом — песню плача с мольбой о новой помощи в новых обстоятельствах.

## Содержание

### Стихи 2—6
Псалом начинается с радостного возвещения Давида об избавлении от бедствий. Он возлагал надежды на Бога и был услышан. Своё прежнее состояние Давид образно описывает как «страшный ров» и «тинистое болото». Можно предположить, что под бедствиями, от которых его избавил Бог, подразумевались преследования со стороны царя Саула.
Своё избавление Давид уподобляет обретению камня под ногами. Взамен песен с мольбой Господь, изменивший обстоятельства, дал Давиду повод петь новые песни с хвалой Богу и назиданием. Благословение от Бога есть прямое следствие упования на Него. Блажен тот человек, который не обращается к людям гордым и лживым, но облечённым силой и властью. Блаженный надеется на Господа, утверждает псалмопевец. Чудеса и планы Бога направлены на благо людей. Они так многочисленны, говорит Давид, что он не в силах воспеть их все.

### Стихи 7—9
Стихи 7—9 имеют мессианский смысл и явно относятся не только к Давиду. «Жертвы и приношения ты не восхотел», говорит псалмопевец, и уточняет «не потребовал». Применительно к Давиду, отметим, что, скрываясь от Саула, он не имел возможности принести положенную по закону Моисееву жертву в Скинии, а Бог не вменил ему это в вину. Однако Бог вменил посвятить себя самого (об этом сказано в стихах 8 и 9, где псалмопевец выражает готовность исполнить волю Божью о нём, записанную «в свитке кожаном», то есть, предположительно, Пятикнижии.
В этом контексте неоднозначно звучат слова, переведенные как «открыл мне уши». Иначе их допустимо перевести как «проколол мне уши». В древнем Израиле, во исполнение Исх. 21:6 уши прокалывали рабу-иудею, который по окончании срока своего рабства желал остаться и продолжить служение своему господину. При таком прочтении слова «открыл-проколол» могут означать как возможность познавать волю Божью, так и добровольное посвящение Давида себя на служение Господу.
В Септуагинте эта же фраза переведена как «[Ты] уготовал мне тело», переводчик воспользовался литературным приемом синекдоха, позволяющим части чего-либо изображать собой целое (в частности, уху представлять все тело). При таком переводе мысль о посвящении Давида всем своим существом для служения Богу передана адекватно. В отношении же Иисуса Христа эти слова могут означать воплощение Его для полного исполнения Божьего плана, записанного «в свитке кожаном».

### Стихи 10—11
Исполняя волю Господа, Давид охотно возвещал правду Его в еврейском собрании. Рамки внутреннего благочестия — недостаточны, необходимо публичное свидетельство, которое Давид развернул в полную силу.

### Стихи 12—18
С 12-го стиха тон псалма резко меняется. Давид просит о милости. Его постигли новые беды (возможно, подразумеваются трагические события, связанные с заговором Авессалома).
В 13-м стихе в словах «окружили меня беды неисчислимые; постигли меня беззакония мои» Давид свидетельствует, что его несчастия проистекают как от внешних причин, так и вследствие собственных грехов. Псалмопевец сокрушается, что его беззаконий «более, нежели волос на голове моей». Возможно, эти слова не следует понимать буквально, а оценивать как эмоциональное выражение глубокого раскаяния за грех с Вирсавией. Псалмопевцам раскрыто ветхозаветное личное сознание греховности и её тяжкого бремени для чуткого человеческого сердца, отмечал Павел Юнгеров.
«Господи! поспеши на помощь мне», молит Давид в 14-м стихе. Требовательность тона объясняется отчаянием, охватившим псалмопевца. Он также просит о посрамлении (то есть публичном разоблачении и всеобщем осуждении) врагов, которые злорадствуют и жаждут его гибели.
Псалом завершается молитвой об ищущих Бога и любящих спасение, полученное от Него. Это молитва царя за свой народ.
Далее Давид констатирует свою «бедность и нищету» (очевидно, что речь здесь идёт не о материальном положении, а о состоянии его духа) перед Господом и радуется, что Бог заботится о нём. Псалмопевец находится в позиции ожидания, какую бы милость не оказывал Господь в прошлом, но пока жизнь продолжается, потребность в Божьей заботе постоянно сохраняется.

## В Новом Завете

### Цитирование в Послании Евреям
«Жертвы и приношения Ты не восхотел; Ты открыл мне уши; всесожжения и жертвы за грех Ты не потребовал. Тогда я сказал: вот, иду; в свитке книжном написано о мне: я желаю исполнить волю Твою, Боже мой, и закон Твой у меня в сердце» (Пс. 39:7—9) ⇒ «Посему [Христос], входя в мир, говорит: жертвы и приношения Ты не восхотел, но тело уготовал Мне. Всесожжения и жертвы за грех неугодны Тебе. Тогда Я сказал: вот, иду, как в начале книги написано о Мне, исполнить волю Твою, Боже» (Евр. 10:5—7).
В отрывке Евр. 10:1—18 автор послания подходит к кульминации своих рассуждений о превосходстве жертвы Иисуса Христа над ветхозаветными жертвами. В этих рассуждениях он обратил внимание на то, что левитские жертвы приносились в земной Скинии (Евр. 9:1—5), для них использовали кровь животных (Евр. 9:7) и их совершали год за годом (Евр. 9:6, 7). В то время как жертва в виде тела Христа была принесена в небесной скинии (Евр. 9:11, 23, 24), в ней была использована Его собственная кровь (Евр. 9:12—28) и эта жертва была однократной(Евр. 10:1—18).
К последнему утверждению и приведена цитата из 39-го псалма. Автор говорит, что необходимость приносить ветхозаветные жертвы год за годом свидетельствует о том, что такие жертвы не делают людей совершенными. Потому что если бы они полностью очищали людей от греха, то дальнейшие жертвы стали бы не нужны. Однако на самом деле эти жертвы служили напоминанием верующим об их грехах. Потому что кровь тельцов и козлов не способна уничтожить грех, рассуждает автор послания(Евр. 10:3, 4).
К счастью, в мир пришёл Христос. Как совершенный первосвященник, Он принёс совершенную жертву. Эти слова автор послания подтверждает цитатой из 39-го псалма. Стоит обратить внимание, что при цитировании псалма, автор послания Евреям переводит слова «Ты открыл мне уши» так же, как их значение передано в Септуагинте «[Ты] уготовал мне тело» (см. комментарии к стихам 7—9).

## Богослужебное использование
Православие
39-й псалом поют во время Великого поста, в Богоявление на вечерни, в Благовещение на утрени. Отдельные стихи псалма поют по разным случаям.
Иудаизм
Отдельные стихи псалма поют в Слихот, утренней молитве.
Католицизм
По уставу святого Бенедикта, псалом пели на утрени в понедельник.

## Комментарии
1. ↑  Павел Юнгеров относит к мессианскому пророчеству отрывок с 7-го по 11-й стихи[5].
2. ↑  Согласно лексикону Стронга, יָוֵן‬ можно перевести как «трясина». Примечательно, что в древнееврейском тексте слова «ров» и «болото» часто используются как синонимы шеола, царства мёртвых[12].
3. ↑  В частности, предположения о роли Саула сделаны в «Толковой Библии Лопухина»[13], «Толковании ветхозаветных книг от Первой Книги Царств по Книгу Песни Песней»[8] и «Комментарии на Ветхий Завет» Уоррена Уирсби[14].
4. ↑  Редкое древнееврейское слово רָהָב‬ (гордый) используется в Пс. 86:4 применительно к Египту. А в этом псалме оно, вероятно, подразумевает ложные божества соседних народов[12]. По другой версии, здесь подразумевается Саул, бывший человеком гордым и надеющимся на себя, а не на Бога[16].
5. ↑  Богу важнее человеческое сердце, чем ритуал. В Ветхом Завете Бог неоднократно говорит, что Ему не угодна жертва, если поклоняющийся не проявляет искренней преданности, верности и послушания[16].
6. ↑  Предсказания с таким смыслом о Давиде в Священном Писании евреев нет, однако такие неоднократные пророчества есть о Иисусе Христе. В результате чего при цитировании в Новом Завете этот отрывок конкретизирован и наполнен особым смыслом: Давид предстаёт как прообраз Христа[18].
7. ↑  Согласно лексикону Стронга, כָּרִיתָ‬ можно перевести как «копать, рыть»
8. ↑  Слово חֶסֶד‬, переведённое здесь как «милость», часто означает узы, которыми Господь связал Себя с народом Израиля во время заключения завета[12].
9. ↑  Такое предположение озвучено в «Толковой Библии Лопухина»[13] и «Толковании ветхозаветных книг от Первой Книги Царств по Книгу Песни Песней»[8].